# 米氏弱蜥魚
米氏弱蜥魚為輻鰭魚綱仙女魚目青眼魚亞目崖蜥魚科的一種，分布於南大西洋、南太平洋塔斯曼海海域，屬深海底棲性魚類，深度可達0-760公尺，體長可達16.9公分，棲息在底層水域，生活習性不明。

## 擴展閱讀
維基物種上的相關：米氏弱蜥魚